# 沈家本
沈家本（1840年8月19日—1913年6月9日），字子惇，別号寄簃，浙江省湖州府歸安縣人。中國近代法学家、政治人物。曾主持清末立法，是中國近代法學的開創者和奠基人。

## 生平

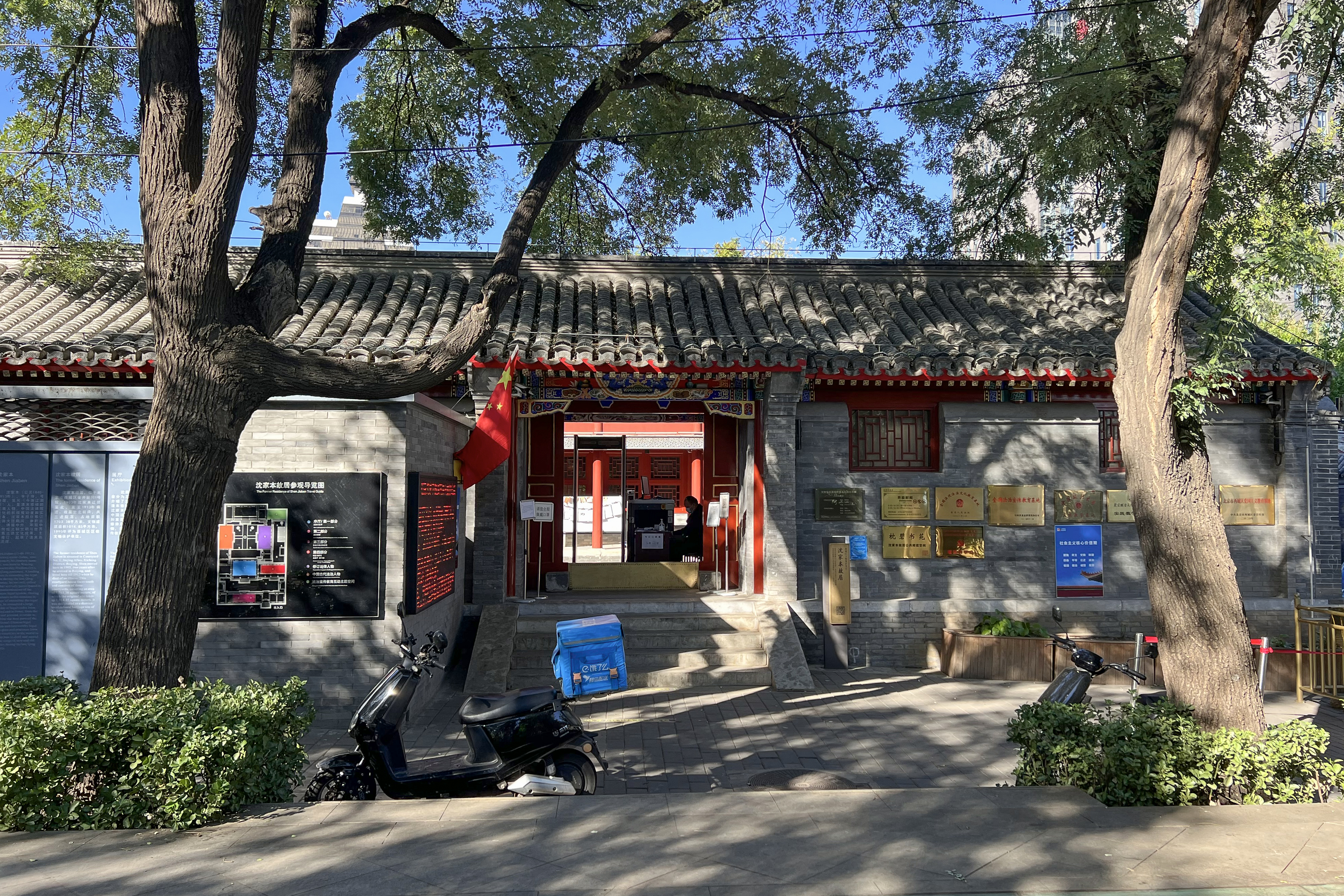
沈家本故居

1840年7月22日，沈家本生於浙江省湖州府城南門的編吉巷。1845年，父親沈丙瑩考中進士蔭補入刑部，為陝西司主事。於是五歲的沈家本隨父親入京讀書，授業於閔連莊和沈桂芬等幾位老師。1859年，父親被外放貴州安順府知府，在京家眷返回浙江老家，但適逢太平天國戰亂波及，湖州府、杭州府皆破城陷落，杭州城內的未過門的妻子也因戰亂過世，情急之下只好返京移居會館避亂。1861年，待戰亂稍微平息，沈家本便攜家人歷時兩個多月到達貴州銅仁府父親的任所，期間捻亂又起，家人在途中一度失散。年末，父親調任貴州，沈家本轉赴長沙府。1863年4月，沈家本重返貴州，親歷與父親鎮壓起義。1864年，父親被彈劾免官，隨父親返回浙江。
1865年，沈家本舉鄉試，此后却連年失意科場，直到1883年中進士，7月，調充奉天司主稿，兼秋審處坐辦。期間父親於1870年去世，回鄉持喪，也到杭州悼念外祖父俞焜。在京應考的沈家本也在刑部任候補郎中，時任刑部尚書潘祖蔭對沈頗為賞識。1887年，補福建司郎中。1892年，充律例館提調。
1893年8月19日，經過在刑部三十年的工作，受薛允升保舉，授天津府知府，11月到任。就任前拜別親朋好友，還由葉爾恺和朱霍生做媒，將長女許配給了汪大燮。任職期間重建了因1868年天津教案而燒毀的望海樓；又因天津臨海加之中法戰爭，沈家本著重關心海事和海防問題。1897年夏，調任保定府知府。1900年，義和團亂起，決定鎮壓保定的義和團，7月，廷雍升任布政使，升署暫代山西按察使，因為審理譚文煥案尚未成行，八國聯軍便入保定，沈家本因曾為一保定北關教案力爭，受法國教士誣告幫助拳匪，遭聯軍拘留数月。
1900年12月26日，沈家本獲釋後前往西安覲見慈禧和光緒，命其開缺以三四品京堂候補。候補閒住間，到長安縣祭奠同儕趙舒翹。1901年5月14日，被任命為光祿寺卿。11月28日，隨慈禧和光緒抵京，擢升刑部右侍郎。1905年正月，彈劾兩廣總督岑春煊越法殺人。1906年4月，聯合伍廷芳連上三道奏摺，主題分別為刪減死罪、偽造外幣定刑和擬制訴訟律，隨後開始修律工作。7月13日，預備立憲開始，刑部改制法部，沈家本任修订法律大臣兼大理院正卿、法部右侍郎，制定《大理院審判編制法》、《看守所規制》等律。1911年，因制定《大清新刑律》而遭礼教派彈劾，沈家本辭去修订法律大臣和资政院副总裁兩職。
同年10月10日，武昌起义後“皇族內閣”被迫解散，袁世凯籌組新內閣，沈家本被徵召任袁世凯内阁司法大臣，參加清帝退位儀式。1912年6月29日，段祺瑞代表袁世凱勸沈出馬繼續擔任司法总长，但因年老多病，又因對政局不滿，所以拒絕。1913年6月9日病故，享壽72岁。
沈家本故居位於北京市西城區（原宣武区）金井胡同，1990年被公布为宣武區文物保護單位（今西城區文物保護單位）。

## 延伸阅读
[在维基数据编辑]
 《清史稿·卷443》，出自趙爾巽《清史稿》

## 參閱
- 欽定大清商律
- 刺字集
- 秋讞須知
- 律例偶箋
- 律例雜說
- 北京法政大学
- 京师法律学堂
- 志田鉀太郎（日语：志田鉀太郎）

## 外部連結
- 沈家本[]
- 钦定大清商律 （页面存档备份，存于）
- 大清商律草案 （页面存档备份，存于）